# Geisenfeld
Geisenfeld è un comune tedesco di 9 748 abitanti, situato nel land della Baviera.
È la città natale del nazista Gregor Strasser.